# 更級日記

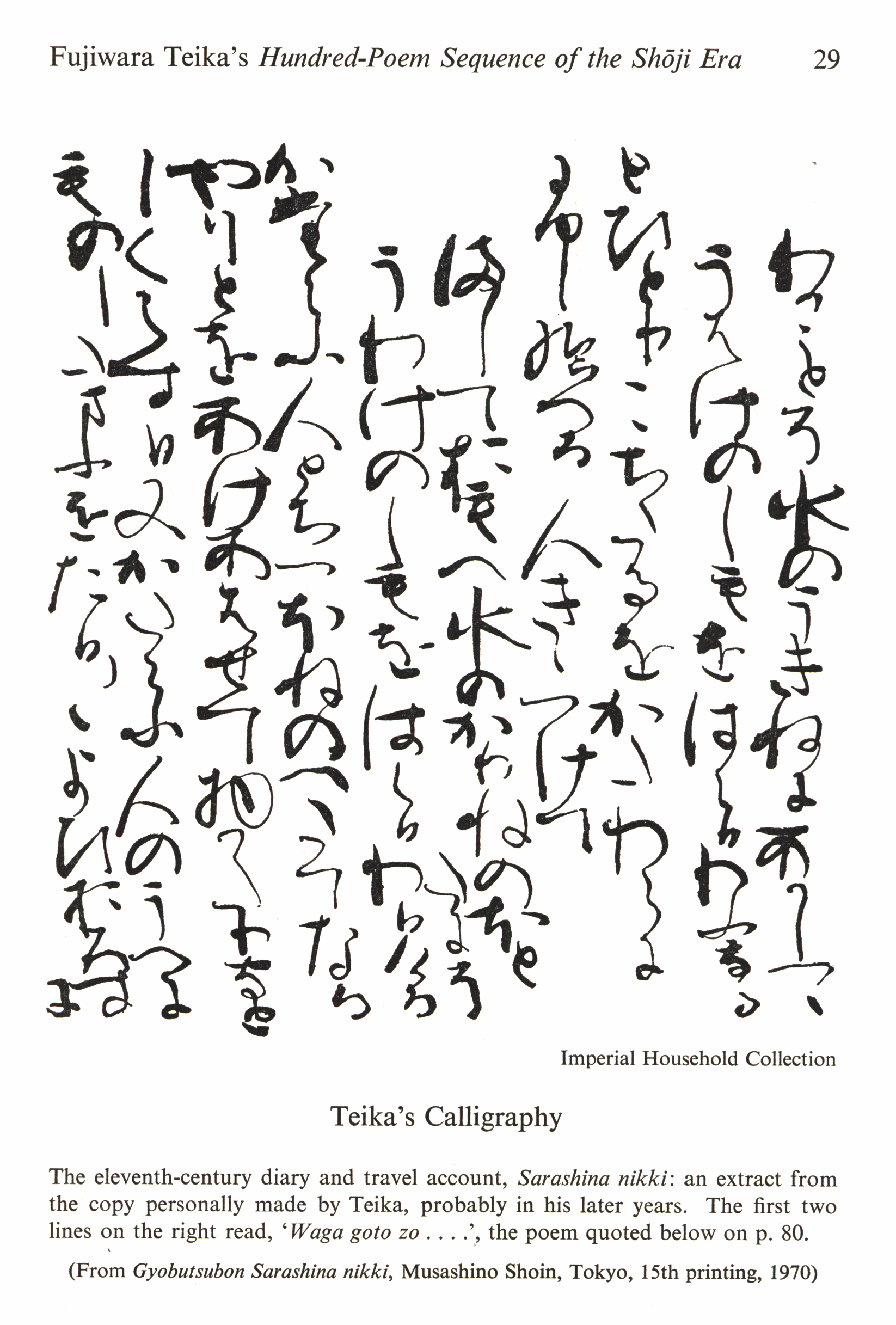
藤原定家書寫、80丁

《更級日記》（日语：／）是平安時代中期菅原孝標女的回想錄。作者從13岁的寬仁4年（1020年）到52岁的康平2年（1059年）的約40年間寫作。全1巻。平安女流日記文學的代表作之一。

## 概要
作者是菅原道真5世孫菅原孝標之次女。母之異母姉是《蜻蛉日記》的作者藤原道綱母。
東國上總國府任官之父菅原孝標在任期終了的寬仁4年9月返回平安京（現在的京都市）之時起筆，以平易的文體描寫憧憬源氏物語的少女時代、歷經親人死去、出仕祐子內親王家、30代和橘俊通結婚、丈夫的單身赴任、病死、子女成人離家後孤獨之中對佛教的傾倒等。

## 寫本
現存東山御文庫的藤原定家寫本，通稱「御物本」。其他現存的寫本全部是御物本的系統。

## 構成
（1）上洛の旅

（2）家居の記

（3）宮仕えの記

（4）物詣での記

（5）晩年の記

## 關連項目
- 日本文學
- 濟海寺 - 作中的竹芝寺。
- 月之岬
- 更科

## 外部連結
- 『更級日記』：新字旧仮名 （页面存档备份，存于）（青空文庫）